# Vieska nad Žitavou
Vieska nad Žitavou (bis 1927 slowakisch „Tekovská Vieska“; ungarisch Barskisfalud – bis 1907 Kisfalud) ist eine Gemeinde im Westen der Slowakei mit 436 Einwohnern (Stand 31. Dezember 2024), die zum Kreis Okres Zlaté Moravce, einem Teil des Nitriansky kraj, gehört.

## Geographie
Die Gemeinde befindet sich im nordöstlichen Teil des slowakischen Donautieflands, zwischen dessen zwei Untereinheiten, den Hügelländern Hronská pahorkatina östlich und Žitavská pahorkatina westlich des Ortes. Durch den Ort fließt die Žitava. Das Ortszentrum liegt auf einer Höhe von 170 m n.m. und ist 11 Kilometer von Zlaté Moravce entfernt.
Nachbargemeinden sind Tesárske Mlyňany (Ortsteil Mlyňany) im Norden, Malé Vozokany im Osten, Červený Hrádok im Südosten, Slepčany im Süden und Beladice (Ortsteil Malé Chrašťany) im Westen.

## Geschichte

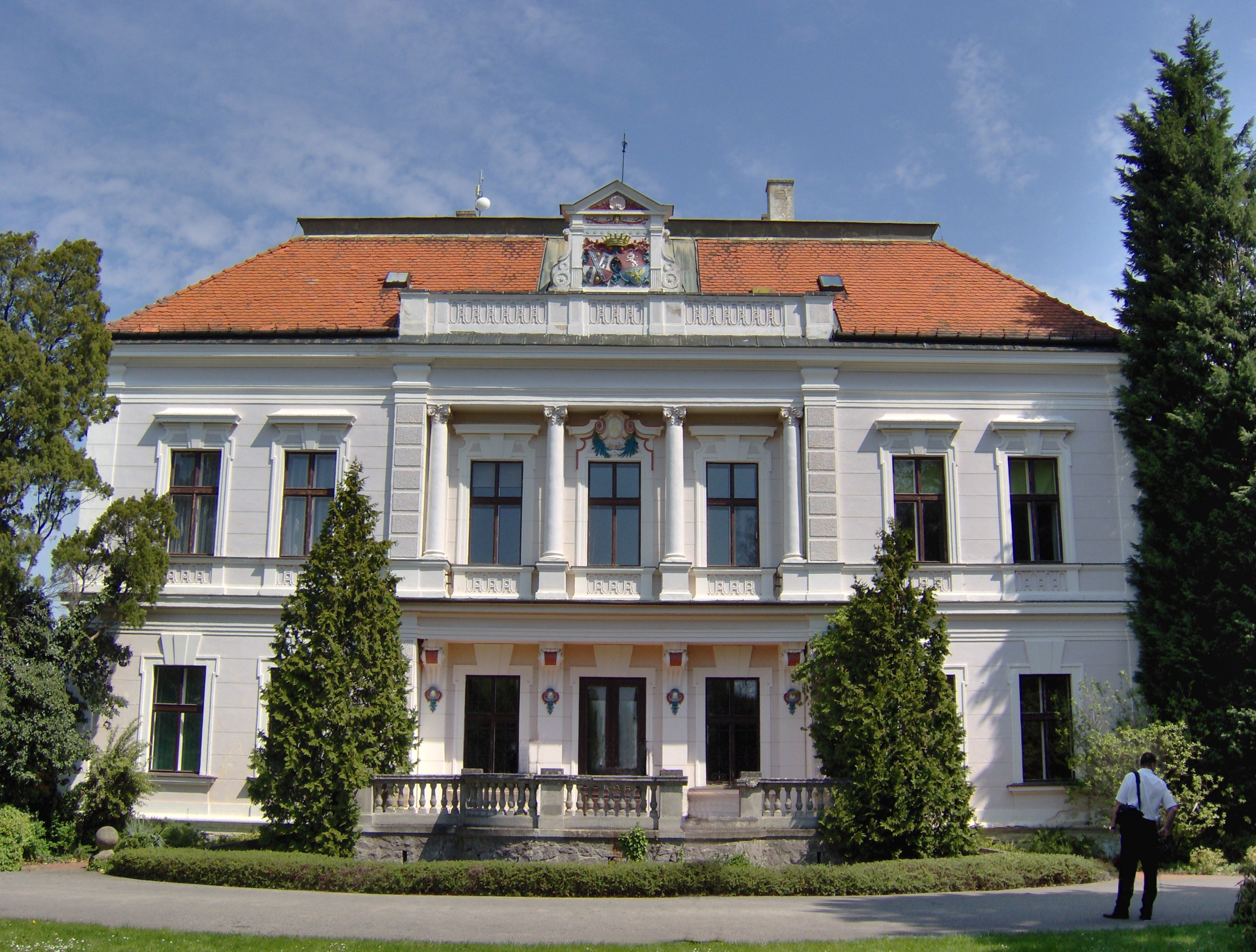
Schloss im Arboretum Mlyňany

Vieska nad Žitavou wurde zum ersten Mal 1408 als Warallekysfalwo schriftlich erwähnt und hatte damals vier Porta. 1535 gehörte das Dorf zur Herrschaft von Topoľčianky und wurde später zum königlichen Besitz. In den Jahren 1564, 1594 und 1618 wurde der Ort von den Türken geplündert und 1636 ganz verwüstet. Nach türkischen Steuerverzeichnissen aus den Jahren 1663–64 standen 13 bewohnte Häuser im Ort.  Ab dem 17. Jahrhundert war das Dorf Gut von Familien wie Révay, Radvány, Szerdahelyi und Tajnay. 1720 gab es 13 Steuerzahler, 1828 zählte man 56 Häuser und 369 Einwohner, die als Landwirte beschäftigt waren.
Bis 1918 gehörte der im Komitat Bars liegende Ort zum Königreich Ungarn und kam danach zur Tschechoslowakei beziehungsweise heute Slowakei. 

## Bevölkerung
| Jahr                | 1994 | 2004     | 2014    | 2024    |
| ------------------- | ---- | -------- | ------- | ------- |
| Anzahl der Personen | 498  | 442      | 466     | 436     |
| Unterschied         |      | −11,24 % | +5,42 % | −6,43 % |

| Jahr                | 2023 | 2024    |
| ------------------- | ---- | ------- |
| Anzahl der Personen | 452  | 436     |
| Unterschied         |      | −3,53 % |

Gemäß der Volkszählung 2011 wohnten in Vieska nad Žitavou 455 Einwohner, davon 443 Slowaken, jeweils zwei Magyaren und Tschechen und ein Russine. Ein Einwohner gab eine andere Ethnie an und sechs Einwohner machten keine Angabe zur Ethnie. 
415 Einwohner bekannten sich zur römisch-katholischen Kirche, zwei Einwohner zu den Siebenten-Tags-Adventisten und ein Einwohner zur Evangelischen Kirche A. B. 22 Einwohner waren konfessionslos und bei 15 Einwohnern wurde die Konfession nicht ermittelt.

## Sehenswürdigkeiten
- römisch-katholische Georgskirche im klassizistischen Stil aus dem Jahr 1802
- Schloss der Familie Ambrózy-Migazzi im Arboretum im pseudoklassizistischen Stil mit einem neogotischen Turm, aus dem Jahr 1895[6]

Der Großteil des 1892 gegründeten Arboretums Mlyňany mit dem Haupteingang befindet sich im Gemeindegebiet von Vieska nad Žitavou. Seit 1953 gehört das Arboretum zum Netzwerk der Slowakischen Akademie der Wissenschaften (SAV) und ist für die Öffentlichkeit gegen Gebühr zugänglich.